# 절대 음감
절대 음감(絕對音感, absolute pitch, perfect pitch)은 기준이 되는 다른 소리의 도움 없이 소리의 높이를 음이름으로 파악할 수 있는 능력이다. 일반적으로 이것은 하나의 소리에 비해 다른 소리가 얼마나 높거나 낮은가 하는 상대적인 음감이다. 이에 대해, 소리 높이 자체에 대한 직접적인 인식 능력을 가지는 경우, 특히 "절대음감"이라고 부른다.

## 개요
사람은 누구나 소리 높이의 큰 차이를 구별할 수 있다. 예를 들면 소프라노의 목소리가 높고, 베이스의 목소리가 낮은 것과 같은 정도의 대강의 음역은 누구나 알아낼 수 있다. 이런 의미에서의 "절대적 음감"은 정도의 차이는 있으나 누구나 가지고 있다. 그러나 이 정도의 것은 "절대음감"이라고 부르지 않는다. 절대음감이 있는 사람은 그것과는 다른 음높이 인식 방법을 쓰고 있다고 한다. 그것은 그들이 소리 맞추기 시험에서 자주 옥타브만큼 틀리는 것을 보아도 짐작된다. 일반인들은 음높이를 막연하게 음역으로밖에 파악할 수 없는 반면, 절대음감을 가진 사람은 음높이를 음역과 음이름으로 동시에 파악하고 있다고 생각된다 .
따라서, "절대음감"이라는 용어는 "음높이를 음이름으로 맞히는 능력"의 의미로 한정하여 사용한다(이 경우 서양 음악의 12평균율에 의한 음높이라는 것이 암시적으로 가정되어 있다). 그러나 이 경우에도 반드시 기계와 같은 완전한 정확도를 가지고 있는 것은 아니어서, 그 능력의 정도에는 절대음감 보유자 사이에도 차이가 있다.
결정적 시기 가설(critical period hypothesis)에 따른 언어 습득의 결정적 시기처럼 절대음감의 습득에는 임계 기간이 있어서, 3살 내지 5살 정도의 사이에 의식적으로 훈련하면 상당한 확률로 습득할 수 있지만, 그 기간을 지나면 습득하기는 어려워진다. 이 시기부터 피아노를 배운 어린이의 경우, 피아노의 흰 건반에 해당하는 소리에만 절대음감을 가지고 있는 사람도 드물지 않은데, 이것은 그 당시에 흰 건반만으로 된 곡들을 연습하여 그 음들에만 음감이 길러졌기 때문이다. 이 경우 곡의 조성에 검은 건반이 많이 들어갈수록 연주가 어려워지고, 검은 건반의 소리를 듣고 대답할 경우 반음 실수할 때가 많다. 12음 모두 완전하게 대등한 절대음감을 익힌 사람은 어떤 음조를 칠 때도 동일한 난이도로 느껴진다.

## 절대음감을 가진 사람의 특징
12음에 대해 절대음감을 가진 사람은 기준음을 듣지 않고 다음의 일들이 가능하다.
- 다양한 음악의 소리와 이에 가까운 일반적인 소리(예를 들면 유리잔 두드리는 소리)의 음이름을 말한다.
- 화음의 구성음들의 음이름을 말한다.

또한, 절대음감을 가진 사람은 다음과 같은 일들을 할 때에도 그렇지 않은 사람보다 쉽게 할 수 있다.
- 귀로 들은 곡을 악보 없이 정확하게 악기로 연주하거나 악보로 옮겨 적는다.
- 12음 음악이나 무조음악 등을 빠르게 Solfege 한다.
- 무조의 청음에서, 한번쯤 놓치더라도 도중에서 정확한 음높이를 잡아낸다.

한편, 사람에 따라 다음의 불편함을 느끼는 경우가 있다.
- 이동 도 창법이나 조옮김에 서투른 경우가 있다. 단 음악 자체를 외웠을 경우 비 절대음감자보다 훨씬 수월하게 조옮김을 해내는 경우도 있다.
- 조옮김 악기(예로 Bb 클라리넷)의 연주시 악보의 내용과 실제 음이 일치하지 않아 불편함을 느낀다.

## 절대음감의 유용성
절대음감을 익히면, 음악을 공부하거나 악기를 연주할 때 유리하다고 말한다.
예를 들면, 피아노와 같이 연주해야 할 음표가 절대적으로 많은 악기의 경우, 절대음감이 있고 곡에 익숙해지면 암보가 성립하여, 음이 머릿속에 들어가 있으면 키를 놓치지 않고 반사적으로 정확히 건반을 칠 수 있어서, 기술적으로 매우 유리하다.
또, 근현대의 조성이 약한 곡을 악보 없이 연주할 때에도, 절대음감이 있는 사람은 곡의 조성에 상관없이 음높이를 파악하기 때문에 숙달이 빠르다. 또한, 아카펠라나 무반주 현악곡에서도 좀처럼 음조를 틀리지 않는다.
그 외에 Solfege 등의 과제를 수행할 때에도 유리하고, 작곡가의 경우 작곡할 때에 악기의 도움이 필요하지 않다는 이점이 있다.
그러나 절대음감 능력은 음악 능력 전체에서 보면 극히 일부에 불과하고, 음악성과 예술성에 반드시 관계가 있지는 않으며, 절대음감이 없이 작곡가나 연주가로 성공한 사람은 수없이 많다.

## 같이 보기
- 정신물리학